# 아키스 지코스
안드레아스 바실리오스 "아키스" 지코스(그리스어: Ανδρέας Βασίλειος "Άκης" Ζήκος, 1974년 6월 1일, 아테네 ~)는 은퇴한 그리스의 국가대표 축구 선수로, 현역 시절 수비형 미드필더로 활약했었다. 그는 근면한 선수로, 태클과 공 점유 능력으로 알려져 있다.

## 클럽 경력

### 스코다 크산티
그는 1993년, 스코다 크산티에서 프로 데뷔하였고, 4시즌간 이 클럽 소속으로 수페르리가 엘라다에서 활약했다.

### AEK
1998년과 2002년 사이, 그는 AEK의 주축 선수로, 1999-2000 시즌과 2001-02 시즌, 두 차례 그리스 컵을 우승하였다.

### 모나코
2002년 여름, 그는 모나코로 이적해 리그 1에서 4시즌간 활약했었다. 그는 유럽대항전에서 모나코 소속으로 자신의 재능을 증명해냈다. 2003년, 그는 모나코에서 쿠프 드 라 리그를 우승했고, 2004년에는 겔젠키르헨의 아레나 아우프샬케에서 열린 UEFA 챔피언스리그 결승전에도 진출했으나 주제 모리뉴의 포르투에 패했다. (두 업적 모두 디디에 데샹 감독의 임기에 이룩했다.) 비록 대패 (포르투전 0-3 패) 에도 불구하고, 아키스 지코스는 그날 최고의 선수들 중 하나로 기억되었다. 이 결승전 출전으로, 지코스는 UEFA 챔피언스리그 결승전에 출전한 최초의 그리스인이 되었다.

### AEK 복귀
2006년, 프랑스에서 성공적인 4시즌을 보낸 후, 아키스 지코스는 모국으로 복귀해, 자신이 가장 좋아하는 AEK에서 활약하기로 결정했다. 지코스는 AEK에서 부상으로 얼룩진 한해를 보냈는데, 팀이 준우승을 차지해 UEFA 챔피언스리그 3차 예선전 진출권을 획득하게 도왔다. 2008년 4월 20일, 그는 정규 시즌 마지막 경기에서 축구계로부터의 은퇴를 선언했다.

## 국가대표팀 경력
그는 그리스 국가대표팀 경기에 18번 출전했으나, 오토 레하겔 감독이 그리스 국가대표팀 사령탑으로 취임하자 주전에서 밀려났다. 모나코의 UEFA 챔피언스리그 2003-04 결승행을 도운 후, 그는 나중에 우승을 차지할 그리스 국가대표팀의 UEFA 유로 2004 최종 엔트리에 이름을 올릴 것으로 점쳐졌으나, 최종적으로 누락되었다.